# Штопор (аеродинаміка)
Штопор — в аеродинаміці — особлива форма звалювання, викликана автообертанням навколо вертикальної осі зі зниженням. У штопор можуть входити навмисно і ненавмисно, з будь-якої висоти польоту, якщо літак має достатню динаміку рискання переходячи в точку звалювання. При звичайному штопорі, крило, що знаходиться в середині обертання звалюється, в той час як зовнішнє продовжує летіти; можлива ситуація коли звалюються обидва крила через кут атаки кожного крила, і внаслідок їх підйомні сили і опір будуть різними. Інша ситуація призводить до авторотації в напрямі зваленого крила через більший опір та втрату підйомної сили. Штопори характеризуються великим кутом атаки, на швидкості, що є нижче швидкості звалювання принаймні одного з крил і поверхневим спуском.
Вихід із штопору може вимагати виконання серії специфічних і не інтуїтивних дій, щоб уникнути падіння.

## Як виникає штопор
Багато типів літаків будуть лише входити в штопор коли пілот одночасно повертає літак довкола осі рискання і звалює літак (навмисно чи не навмисно). За таких обставин одне крило буде звалюватись, або звалюватись в більшій мірі ніж інше. Крило, яке звалюється першим буде опускатися, збільшуючи свій критичний кут атаки і поглиблюючи звалювання. Принаймні одне крило повинно буде зваленим щоб виник штопор. Інше крило буде підніматися, зменшуючи свій кут атаки, і літак буде нишпорити в сторону більш зваленого крила. Різниця в підйомній силі між вдома крилами призводить до крену літака, і різниця в опорі призводить до зміни курсу.
Одним із розповсюджених сценаріїв пілотування, який може призвести до ненавмисного штопору це некоординований розворот в сторону посадкової смуги під час посадки. Пілот, який не може виконати достатній розворот під час фінального наближення може спробувати застосувати стерно, щоб збільшити швидкість розвороту.
Результат має два аспекти: ніс літака опускається нижче горизонту, а кут крену збільшується. Реагуючи на ці зміни, пілот може потягнути елеватор вгору (таким чином збільшити кут атаки) одночасно розвертаючи елерони в протилежну сторону крену. Доведене до крайності, це може призвести до некоординованого повороту із достатнім кутом атаки, щоб призвести до звалювання. Це називається звалювання перехресним керуванням, і це є дуже небезпечним, якщо відбувається на малій висоті, бо пілот матиме дуже мало часу аби вийти зі штопору. Щоб уникнути цього сценарію, пілотів вчать, що важливо завжди робити координовані розвороти.
Сертифіковані, легкі, одномоторні літаки мають виконувати спеціальні вимоги щодо поведінки при звалюванні і штопорі. Входити в штопор можуть навмисно для тренування, польотних випробувань, або виконуючи його як акробатичний елемент.

## Фази
В літаках, що здатні виходити зі штопору, штопор має чотири фази. Деякі літаки не можуть вийти із усіх або деякі в видів штопору. Вихід може бути неможливим на малих висотах. В більшості випадків, відбуваються лише перші шість фаз.
- Вхід — пілот звалює літак знаходячись в некоординованому[2] польоті.
- Бовтанка — Літак починає втрачати свій граничний шар, що призводить до осциляцій керуючих поверхонь через турбулентний потік.
- Відхилення — Літак не може більше здійснювати політ і відхиляється від своєї запланованої траєкторії польоту.
- Циркуляція після звалювання — Літак починає повертатися довкола всіх трьох осей.
- Початок — маючи одне крило більш звалене ніж інше, буде домінувати обертання довкола двох осей крену і нишпорення, в результаті бічного ковзання.
- Розвиток — стабілізується швидкість обертання, повітряна швидкість, ковзання, і вертикальна швидкість літака. Хоча б одне з крил літака звалене, і літак обертається вниз по зарученій як штопор траєкторії.[3]
- Відновлення — Після відповідної керуючої дії, кут атаки обох крил стає меншим за критичний кут атаки, обертання сповільнюється. Ніс літака опускається, повітряна швидкість збільшується, авторотація зупиняється, літак більше не звалений. Є звична реакція на управління і літак може повернутися до нормального польоту.
- Плоский — також можна назвати безнадійним (хоча є багато випадків коли вихід можливий), він виникає коли домінують обертання по осі нишпорення і бокове ковзання, і літак починає виконувати рух подібний до літаючого диску або бумерангу.